# Hystrix laevis
Hystrix laevis är en gräsart som först beskrevs av Donald Petrie, och fick sitt nu gällande namn av Harry Howard Barton Allan. Hystrix laevis ingår i släktet Hystrix och familjen gräs. Inga underarter finns listade i Catalogue of Life.